# Cacicus cela
Cacicus cela е вид птица от семейство Трупиалови. Видът е незастрашен от изчезване.

## Разпространение
Разпространен е в Боливия, Бразилия, Колумбия, Еквадор, Френска Гвиана, Гвиана, Панама, Перу, Суринам, Тринидад и Тобаго и Венецуела.